# TerraPower
TerraPower è un'azienda statunitense di progettazione di reattori nucleari fondata nel 2006 con sede a Bellevue, nello stato di Washington. L'azienda sta sviluppando una classe di reattori nucleari veloci chiamati traveling wave reactor (traducibile in italiano come: reattore a onda progressiva) o in sigla TWR. A differenza del reattore nucleare ad acqua leggera come quello ad acqua pressurizzata o quello ad acqua bollente che operano usando uranio arricchito come combustibile, il TWR usa uranio impoverito, con un periodo operativo senza bisogno di rifornimento che si aggira tra i 40 e i 60 anni. Il sottoprodotto della fissione dell'uranio-235 può essere usato per altri TWR.

## Storia
TerraPower è in parte finanziato dal Dipartimento dell'energia degli Stati Uniti d'America e dal Los Alamos National Laboratory. Uno dei principali investitori (ed anche fondatore) di TerraPower è Bill Gates (tramite Cascade Investment). Altri includono Charles River Ventures e Khosla Ventures, che secondo quanto riferito hanno investito $ 35 milioni nel 2010. TerraPower è guidato dall'amministratore delegato Chris Levesque.
Nel dicembre 2011 l'indiana Reliance Industries ha acquistato una quota di minoranza attraverso una delle sue controllate. Il presidente di Reliance Industries Mukesh Ambani entrerà a far parte del consiglio di amministrazione della società. Altri partecipanti a TerraPower includono scienziati e ingegneri del Lawrence Livermore National Laboratory, Fast Flux Test Facility, Microsoft e varie università, nonché manager di Siemens A.G., Areva NP, il progetto ITER, Ango Systems Corporation e Dipartimento dell'energia degli Stati Uniti d'America.
Nel settembre 2015 TerraPower ha firmato un accordo con la China National Nuclear Corporation per costruire un prototipo di un reattore da 600 MWe a Xiapu nella provincia del Fujian in Cina tra il 2018 ed il 2025. Centrali nucleari commerciali, che generano circa 1150 MWe, son pianificate per la fine degli anni '20.
Nell'ottobre 2020, la società è stata scelta dal Dipartimento dell'Energia degli Stati Uniti come beneficiaria di una sovvenzione paritaria per un totale compreso tra $ 400 milioni e $ 4 miliardi nei prossimi 5-7 anni per il costo di costruzione di un reattore dimostrativo del loro progetto "al sodio", che utilizza sodio liquido come refrigerante centrale (questo riduce il costo avendo un circuito primario non pressurizzato). Trasferisce quindi quel calore al sodio fuso che può essere immagazzinato in serbatoi e utilizzato per generare vapore per la produzione di elettricità su richiesta, consentendo al reattore di funzionare continuamente a potenza costante consentendo allo stesso tempo di flessibilizzare la generazione di elettricità della centrale elettrica.
A novembre 2021 viene identificata la cittadina di Kemmerer, nel Wyoming (Stati Uniti) per il primo reattore dimostrativo che sarà operativo dal 2028 e dal costo di 4 miliardi di dollari